# Газлифт (нефтедобыча)
Газлифт — один из способов искусственного подъёма при добыче углеводородов. Основное отличие от эрлифтного способа заключается в использовании определенного газа, а не воздуха, для закачки в скважину. Нефть из пласта поднимается на поверхность энергией газа. Газлифтный способ позволяет получать высокие отборы жидкости из скважин. Газлифт позволяет эксплуатировать скважины с большим содержанием песка.
Конструкции газлифтного типа более надёжны, чем эрлифт и легче в эксплуатации. Меньшие потери нефти при добыче приводят к лучшей экологичности, а также увеличивают показатели утилизации нефтяного газа.
Газ, закачиваемый в скважину, впоследствии может быть переиспользован, хотя и требует повторной компрессии перед закачкой.
Газлифт применяют главным образом для подъёма нефти из буровых скважин, реже — пластовых вод. Подъёмники, в которых для подачи жидкости, преимущественно воды, используют атмосферный воздух, называются эрлифтами или мамут-насосами. Газлифт впервые осуществлён в Венгрии при осушении затопленной шахты (конец XVIII века). Для добычи нефти применяется в США с 1864 года, в России — с 1897 года по предложению Владимира Шухова (Баку). Широкое применение получил с 1920-х годах.
Принцип работы газлифта: внутрь газлифтной скважины (обсадной колонны) под уровень жидкости на величину погружения опускают насосно-компрессорные трубы (подъёмник или лифт); в кольцевой зазор между обсадной колонной и подъёмником подаётся рабочий агент (сжатый газ). Жидкость из кольцевого зазора вытесняется в подъёмник и частично в пласт; при этом столб жидкости в подъёмнике растёт. По достижении сжатым газом башмака газ попадает в подъёмник, и с этого момента в подъёмнике образуется газожидкостная смесь с плотностью, меньшей плотности поднимаемой жидкости. С началом образования в подъёмнике газожидкостной смеси забойное давление снижается, и при его определённой величине из пласта в скважину начинает поступать продукция, то есть газлифтная скважина начинает работать. В качестве рабочего агента используется газ, отбираемый из газовой залежи (природный газ) или попутно добываемый (нефтяной газ). Газлифтная добыча может осуществляться с использованием сжатого компрессорами попутного газа (компрессорный газлифт) или с применением отбираемого из газовой залежи природного газа под естественным давлением (бескомпрессорный газлифт).
По времени подачи рабочего агента различают непрерывный и периодический газлифт. Непрерывный газлифт применяют тогда, когда продуктивность скважины достаточно высока. В случае низкой продуктивности скважины используют периодический газлифт по двум основным схемам: с перепускным клапаном или с камерой накопления.
К преимуществам газлифта по сравнению с насосной добычей относятся: возможность эксплуатации высокодебитных скважин; достаточно простое оборудование, спускаемое в скважину; лёгкое регулирование работы системы.
Вместе с тем газлифтная добыча обладает и существенными недостатками: относительно низкий КПД процесса подъёма жидкости и, как правило, высокие удельные затраты энергии на подъём единицы продукции, а также (для компрессорного газлифта) необходимость строительства компрессорной станции, что удорожает добычу нефти.